# Henri Grégoire
Henri Grégoire (a menudo referido como el Abbé Grégoire o el abate Grégoire; 4 de diciembre de 1750 – 20 de mayo de 1831) fue un clérigo católico francés, obispo constitucional de Blois y líder revolucionario. Por su aparentemente contradictoria condición de clérigo y el ahínco con que defendió la causa revolucionaria, fue una de las figuras más detestadas por los legitimistas, y una de las más admiradas por los republicanos franceses.

## Primeros años
Henri Grégoire nació en Vého, cerca de Lunéville, hijo de un sastre. Se educó en el seminario jesuita de Nancy, al salir del cual fue nombrado curé (párroco) de Emberménil en 1782. En 1783 fue laureado por la Academia de Nancy en reconocimiento a su Eloge de la poésie (Elogio de la Poesía), y en 1788 por la Academia de Metz en virtud de su Essai sur la régénération physique et morale des Juifs (Ensayo sobre la regeneración física y moral de los judíos).
Ante el estallido de la Revolución francesa en 1789, su prestigio intelectual le valió ser elegido por la bailía de Nancy para representar al estado eclesiástico en los Estados Generales convocados por Luis XVI. Nada más llegar, se hizo un nombre dentro del grupo de clérigos y seglares de simpatías jansenistas y galicanas que apoyaban la Revolución. Fue uno de los primeros clérigos en unirse al Tercer Estado, y contribuyó notablemente a la unión de los tres estamentos. Presidió la famosa sesión de sesenta y dos horas de duración durante la cual fue atacada La Bastilla, haciéndose famosa la vehemencia con que habló en contra de los enemigos de la nación. Posteriormente, tomaría parte activa en la abolición de los privilegios de la nobleza y la Iglesia.

## Obispo constitucional
Bajo la nueva Constitución civil del clero, de la que fue el primer clérigo en tomar juramento (27 de diciembre de 1790), fue elegido obispo por dos departamentos. Eligió el obispado del departamento de Loir-et-Cher, tomando el antiguo título de obispo de Blois, y durante 10 años (1791-1801) dirigiría su diócesis con auténtico celo. Grégoire era un ardiente republicano, tanto así que fue él quien, durante la primera sesión de la Convención Nacional (21 de septiembre de 1792) propuso la abolición de la monarquía en un discurso en el que pronunció la memorable frase de que «Los reyes son a la moralidad lo que los monstruos a la naturaleza».
El 15 de noviembre de 1792 pronunció un discurso en el que incoaba a la Convención a llevar a juicio a Luis XVI, y poco después fue elegido presidente de la Convención, presidencia que ejerció siempre vestido con sus ropajes de obispo. Como presidente de la Convención, fue enviado junto con otros tres colegas a Saboya para negociar su adhesión a Francia, por lo que no asistió al juicio contra Luis XVI; sin embargo, escribió una carta en la que demandaba la condena al rey, aunque trató de salvar la vida al monarca proponiendo que la pena de muerte fuera puesta en suspenso. Sea como fuera, su participación en este asunto le valió ser acusado por los legitimistas y monárquicos en múltiples ocasiones de haber votado a favor de la muerte de Luis XVI, a menudo sin gran fundamento.
Cuando el 7 de noviembre de 1793 Jean-Baptiste-Joseph Gobel, obispo de París, fue intimidado para forzar su dimisión por parte del tribunal de la Convención, Grégoire, que estaba en aquel momento fuera de París, al oír lo que había pasado regresó a París y se enfrentó a la indignación de muchos diputados al negar la necesidad de abandonar o su religión o su cargo. Esta demostración de arrojo le salvó, según parece, de la guillotina. Durante el Reinado del Terror, pese a los ataques en la prensa, en panfletos y en la Convención, Grégoire siguió vistiendo sus ropas eclesiásticas y siguió celebrando misa en su casa. Tras la caída de Robespierre con la Reacción de Termidor, fue el primero en abogar por la reapertura de las iglesias (discurso de 12 de diciembre de 1794).
También trató de que se implantaran medidas para reducir el vandalismo, protegió a varios artistas y escritores, y dedicó sus esfuerzos a la reorganización de las bibliotecas públicas, el establecimiento de jardines botánicos y la mejora de la educación técnica. De hecho, fue él quien acuñó el término vandalismo, que aparece por primera vez en tres monumentales informes de 1794 (Informe sobre la Destrucción Traída por el Vandalismo,...). Algunos estudiosos (Joseph Sax,...) le atribuyen la creación de la idea de preservación del patrimonio cultural.

## Defensor de la igualdad racial

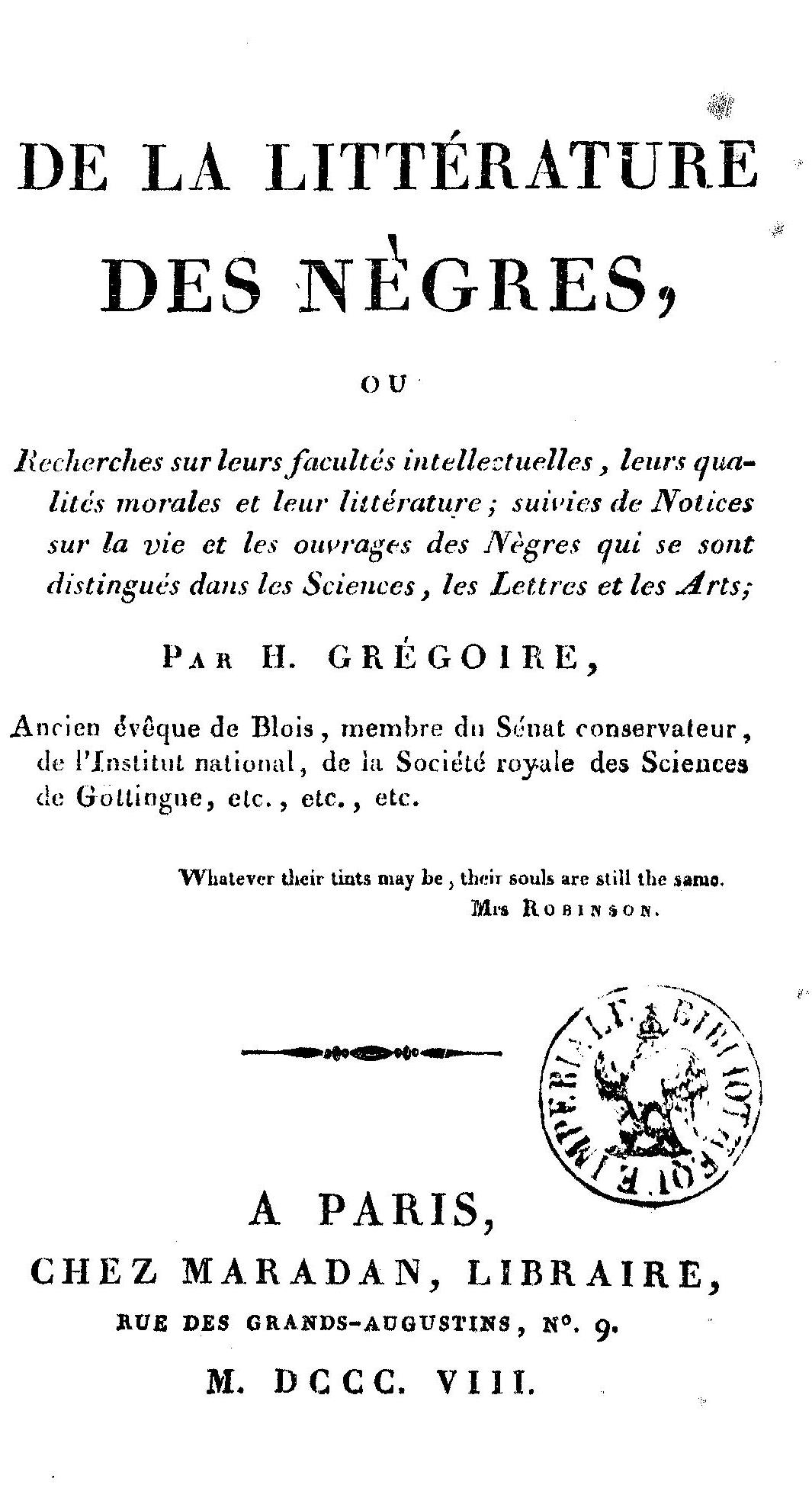
Portada de su libro de 1809 sobre la Literatura de los Negros.

En octubre de 1789, Grégoire adquirió un gran interés en el abolicionismo, tras haber conocido a Julien Raimond, un plantador mulato de Santo Domingo que estaba tratando de conseguir acceder a la Asamblea Constituyente como representante de su grupo. Publicó numerosos panfletos y libros abogando por la igualdad racial, y se convirtió en un influyente miembro de la Sociedad de Amigos de los Negros. Fue por medio de una moción presentada por Grégoire en mayo de 1791 que la Asamblea Constituyente aprobó la primera ley que reconocía la igualdad de derechos a las personas negras adineradas en las colonias francesas.

## Homogeneización de la lengua francesa
El Abbé Grégoire es también conocido por escribir el Informe sobre la necesidad y los medios para aniquilar los dialectos y universalizar el uso de la lengua francesa, que presentó el 4 de junio de 1794 ante la Convención Nacional. Esta acción explica por qué en la actualidad el francés es una lengua tremendamente homogénea, carente de dialectos marcadamente definidos dentro del territorio de la Francia continental. Sin embargo, en la Francia de aquella época, y de acuerdo con las propias investigaciones de Grégoire, una vasta mayoría de la población hablaba uno de los 33 patois (dialecto, idioma o geolecto); de hecho, esos dialectos diferían tremendamente entre sí y del dialecto de las clases altas, a saber, el dialecto parisino, caracterizado por las erres guturales y las vocales nasales que serían el germen del actual idioma francés. En su pretensión centralizadora, estabilizadora y homogeneizadora, la Revolución no podía permitir la existencia de esos dialectos, y Grégoire propuso la imposición del francés parisino sobre la población, erradicándose todos los demás dialectos. 
Estableció una muy poco fiable clasificación de los patois de Francia, llena de errores y prejuicios, describiendo al corso y al alsaciano como formas muy degeneradas (très-dégénérés) del italiano y del alemán respectivamente, mientras que el occitano estaría formado por una serie de geolectos locales sintácticamente parecidos a la lengua de los trovadores, pero carentes de inteligibilidad mutua; argumentando precisamente problemas de inteligibilidad, abogó por la sustitución de estos patois por la lengua de la capital. Esto, unido a la política de Jules Ferry, quien un siglo después, desde la cartera de Ministro de Educación, estableció la educación básica universal y gratuita -lo que supuso de facto un elemento homogeneizador de la educación, que se basó en el francés parisino-, condujo al debilitamiento de la mayoría de los idiomas no oficiales de Francia y a la progresiva estandarización de los dialectos (aunque no su total desaparición). 

## Tras el golpe de Termidor
Con el establecimiento de la nueva constitución, Grégoire fue elegido para el Consejo de los Quinientos, y tras el golpe del 18 de Brumario se convirtió en un miembro de los Corps législatif, y luego del Senado (1801). Fue el presidente de los consejos nacionales de las iglesias de Francia celebrados en 1797 y 1801, pero se opuso frontalmente a las pretensiones de Napoleón Bonaparte de reconciliarse con la Santa Sede, y dimitió de su obispado el 8 de octubre de 1801, tras la firma del concordato.
Fue uno de los únicos cinco senadores que votó en contra de la proclamación del Imperio Francés, y se opuso a la creación de una nueva nobleza francesa y al divorcio entre Napoleón y Joséphine de Beauharnais; pese a todo esto, fue nombrado conde del Imperio y oficial de la Legión de Honor. Durante los últimos años del reinado de Napoleón, viajó a Inglaterra y Alemania, pero en 1814 regresó a Francia y se opuso a Napoleón durante los Cien Días.

## La Restauración Francesa
Tras la caída de Napoleón y la llegada de la Restauración Francesa, la facción ultra-monárquica clerical que dominaba la Cámara de Diputados y los círculos cortesanos de Versalles no perdonó a Grégoire el haber participado activamente en contra de los privilegios de su propia clase. Para ellos, Grégoire era un revolucionario y un cismático (era jansenista), y por tanto objeto de odio. Fue expulsado del Institut de France y obligado a retirarse, si bien siguió siendo influyente. 
En 1814 publicó De la constitution française de l'an 1814 (Sobre la constitución francesa del año 1814), en la que comentaba la Constitución de 1814 desde un punto de vista liberal. Esta obra, que alcanzó la cuarta edición en 1819, le ganó las simpatías de los liberales, hasta el punto de que en 1819 fue elegido diputado por el departamento de Isère. Esta elección fue considerada como potencialmente dañina por parte de las potencias de la Quíntuple Alianza (Gran Bretaña, Austria, Prusia, Rusia y Francia), que se plantearon la posibilidad de una intervención armada sobre Francia en virtud de las cláusulas secretas del Tratado de Aquisgrán. Para evitar esto, Luis XVIII decidió modificar la ley electoral, e hizo anular la elección de Grégoire.
Desde 1819 hasta su muerte en 1831, el antiguo obispo vivirá de manera humilde en el retiro, dedicándose a la literatura y manteniendo una amplia correspondencia con otras personalidades de Europa. Sus medios, escasos, le obligarán a vender su biblioteca para obtener algún dinero.

## Fallecimiento
Pese a sus opiniones revolucionarias, galicanas y liberales, Grégoire se consideraba a sí mismo un devoto católico. Durante su última enfermedad, se confesó al párroco de su ciudad, un cura de simpatías jansenistas, expresando su deseo de que le administraran los últimos sacramentos. El arzobispo de París, Hyacinthe-Louis de Quelen, sin embargo, sólo accedió a concedérselos si se retractaba de su juramento de la Constitución Civil del Clero, algo que Grégoire rechazó. 
En desafío al arzobispo, el abate Baradère le dio el viático, y la extrema unción le fue administrada, sin consultar con el arzobispo ni con el cura de la parroquia, por el abate Guillon, un opositor a la Constitución Civil. La actitud del arzobispo causó estupor en París, y el gobierno tuvo que tomar precauciones para evitar que se repitieran disturbios como los que el febrero anterior había acabado con el saqueo de la iglesia de Saint-Germain l'Auxerrois y el palacio episcopal. El funeral de Grégoire se celebró en la iglesia de Abbaye-aux-Bois. El párroco de la misma se ausentó acatando las órdenes del arzobispo, pero la misa fue cantada por el abate Grieu, ayudado por dos clérigos. El catafalco de Grégoire estaba adornado con insignias episcopales, señal de su antiguo rango, y fue conducido sobre los hombros de un grupo de estudiantes hasta el cementerio de Montparnasse, mientras el cortejo fúnebre era seguido por unos 20.000 simpatizantes.

## Obras
Aparte de múltiples panfletos políticos, Grégoire publicó diversas obras:
- De la littérature des nègres, ou Recherches sur leurs facultés intellectuelles, leurs qualités morales et leur littérature (1808)
- Histoire des sectes religieuses, depuis le commencement du siècle dernier jusqu'à l'époque actuelle (a vols., 1810)
- Essai historique sur les libertés de l'église gallicane (1818)
- De l'influence du Christianisme sur la condition des femmes (1821)
- Histoire des confesseurs des empereurs, des rois, et d'autres princes (1824)
- Histoire du manage des primes en France (1826).
- Grégoireana, ou résumé général de la conduite, des actions, et des écrits de M. le comte Henri Grégkoire, precedido de una reseña biográfica por Cousin d'Avalon, publicado en 1821; y Mémoires ... de Grégoire, con una reseña biográfica de Hyppolite Carnot, aparecido en 1837 (2 vols.).